# بن زكوية
في كتاب سير أعلام النبلاء للذهبي تم ذكر محمد بن زكوية يروي عن أبو مسلم الخراساني صاحب الدولة الرجل العظيم 
وفي كتاب مختصر تاريخ دمشق لابن منظور تم ذكر محمد بن زكوية في نفس النص 
اما الحسن بن زكوية فتم ذكره كراوي أيضا في كتاب تاريخ بغداد للخطيب البغدادي
عائلة زكوية تقطن صعيد مصر